# Olympische Sommerspiele 2000/Teilnehmer (Chinese Taipei)
| Gelbes Symbol für Goldmedaillen mit stilisierten Olympischen Ringen | Graues Symbol für Silbermedaillen mit stilisierten Olympischen Ringen | Braundes Symbol für Bronzemedaillen mit stilisierten Olympischen Ringen |
| ------------------------------------------------------------------- | --------------------------------------------------------------------- | ----------------------------------------------------------------------- |
| —                                                                   | 1                                                                     | 4                                                                       |

Das Chinesische Taipeh nahm an den Olympischen Sommerspielen 2000 in der australischen Metropole Sydney mit 55 Athleten, 34 Frauen und 21 Männern, in zehn Sportarten teil.
Seit 1956 war es die zehnte Teilnahme des asiatischen Staates an Olympischen Sommerspielen.

## Flaggenträger
Der Tischtennisspieler Chiang Peng-Lung trug die Flagge des Chinesischen Taipehs während der Eröffnungsfeier im Stadium Australia.

## Medaillen
Mit einer gewonnenen Silber- und vier Bronzemedaillen belegte das Team des Chinesischen Taipehs Platz 58 im Medaillenspiegel.

### Silber
- Li Feng-Ying: Boxen, Frauen, Federgewicht

### Bronze
- Kuo Yi-hang: Boxen, Frauen, Schwergewicht
- Chi Shu-ju: Taekwondo, Frauen, Fliegengewicht
- Huang Chih-hsiung: Taekwondo, Männer, Fliegengewicht
- Chen Jing: Tischtennis, Frauen, Einzel

## Teilnehmer nach Sportarten

### Badminton
- Chan Ya-lin
Frauen, Einzel: 9. Platz

- Chen Li-chin
Frauen, Doppel: 17. Platz

- Huang Chia-chi
Frauen, Einzel: 5. Platz

- Fung Permadi
Männer, Einzel: 9. Platz

- Tsai Hui-min
Frauen, Doppel: 17. Platz

### Bogenschießen
- Lin Yi-Yin
Frauen, Einzel: 25. Platz
Frauen, Mannschaft: 8. Platz

- Liu Pi-Yu
Frauen, Einzel: 23. Platz
Frauen, Mannschaft: 8. Platz

- Wen Chia-Ling
Frauen, Einzel: 20. Platz
Frauen, Mannschaft: 8. Platz

### Gewichtheben
- Kuo Yi-hang
Frauen, Schwergewicht: Bronze

- Li Feng-Ying
Frauen, Federgewicht: Silber

- Wang Shin-yuan
Männer, Bantamgewicht: 4. Platz

- Yang Chin-Yi
Männer, Bantamgewicht: 8. Platz

### Judo
- Chen Chun-Ching
Männer, Halbmittelgewicht: 2. Runde

- Hsu Yuan-Lin
Frauen, Halbschwergewicht: 1. Runde

- Lee Chih-Feng
Männer, Mittelgewicht: 1. Runde

- Lee Hsiao-Hung
Frauen, Schwergewicht: Viertelfinale

- Shih Pei-Chun
Frauen, Halbleichtgewicht: Viertelfinale

- Yen Kuo-Che
Männer, Halbschwergewicht: 2. Runde

### Leichtathletik
- Chen Shu-chuan
Frauen, 100 Meter: Vorläufe

- Chen Tien-Wen
Männer, 400 Meter Hürden: Halbfinale

### Radsport
- Chen Chiung-Yi
Frauen, Straßenrennen: 45. Platz

- Fang Fen-Fang
Frauen, Punktefahren: 13. Platz

### Schießen
- Lin Yi-Chun
Frauen, Doppeltrap: 4. Platz

### Schwimmen
- Chiang Tzu-Ying
Frauen, 50 Meter Freistil: 40. Platz

- Hsieh Shu-Ting
Frauen, 100 Meter Schmetterling: 41. Platz

- Hsieh Shu-Tzu
Frauen, 200 Meter Schmetterling: 29. Platz

- Hsu Kuo-Tung
Männer, 400 Meter Lagen: 44. Platz

- Huang Chih-Yung
Männer, 50 Meter Freistil: 51. Platz

- Kuan Chia-Hsien
Frauen, 100 Meter Rücken: 40. Platz
Frauen, 200 Meter Rücken: 33. Platz

- Li Tsung-Chueh
Männer, 200 Meter Brust: 30. Platz

- Li Yun-Lin
Männer, 400 Meter Freistil: 41. Platz
Männer, 1500 Meter Freistil: 40. Platz

- Lin Chi-Chan
Frauen, 400 Meter Freistil: 25. Platz
Frauen, 800 Meter Freistil: 24. Platz

- Tsai Shu-Min
Frauen, 100 Meter Freistil: 46. Platz
Frauen, 200 Meter Freistil: 32. Platz

- Tseng Cheng-Hua
Männer, 100 Meter Schmetterling: 52. Platz
Männer, 200 Meter Schmetterling: 35. Platz

- Wu Nien-Pin
Männer, 100 Meter Freistil: 55. Platz
Männer, 200 Meter Freistil: 38. Platz
Männer, 200 Meter Lagen: 44. Platz

- Yang Shang-Hsuan
Männer, 100 Meter Brust: 40. Platz

### Segeln
- Huang Ted
Männer, Windsurfen: 13. Platz

### Taekwondo
- Chi Shu-ju
Frauen, Fliegengewicht: Bronze

- Hsu Chi-hung
Männer, Federgewicht: 11. Platz

- Hsu Chih-ling
Frauen, Federgewicht: 8. Platz

- Huang Chih-hsiung
Männer, Fliegengewicht: Bronze

### Tennis
- Janet Lee & Weng Tzu-ting
Damen, Doppel: 1. Runde

### Tischtennis
- Chang Yen-Shu
Männer, Einzel: 17. Platz
Männer, Doppel: 5. Platz

- Chen Jing
Frauen, Einzel: Bronze 
Frauen, Doppel: 9. Platz

- Chen-Tong Fei-Ming
Frauen, Einzel: 9. Platz

- Chiang Peng-Lung
Männer, Einzel: 9. Platz
Männer, Doppel: 5. Platz

- Tsui Hsiu-Li
Frauen, Doppel: 17. Platz

- Xu Jing
Frauen, Einzel: 17. Platz
Frauen, Doppel: 9. Platz

- Yu Feng-Yun
Frauen, Doppel: 17. Platz

### Turnen
- Lin Yung-Hsi
Männer, Einzelmehrkampf: 51. Platz in der Qualifikation
Männer, Boden: 36. Platz in der Qualifikation
Männer, Pferd: 50. Platz in der Qualifikation
Männer, Barren: 76. Platz in der Qualifikation
Männer, Reck: 77. Platz in der Qualifikation
Männer, Ringe: 76. Platz in der Qualifikation
Männer, Seitpferd: 75. Platz in der Qualifikation

### Wasserspringen
- Chen Han-Hung
Männer, Kunstspringen: 49. Platz

- Chen Ting
Frauen, Kunstspringen: 29. Platz

- Hsieh Pei-Hua
Frauen, Turmspringen: 17. Platz

- Tsai Yi-San
Frauen, Kunstspringen: 41